# Kazuo Tsunoda
Kazuo Tsunoda (角田和男, Tsunoda Kazuo) est un as du service aérien de la Marine impériale japonaise pendant la seconde guerre sino-japonaise et la Seconde Guerre mondiale, crédité de 9 victoires aériennes.
Kazuo Tsunoda survit à deux affectations dans des unités kamikaze à la fin de la Seconde Guerre mondiale, n'ayant jamais trouvé d'occasion pour mener une attaque-suicide. Une fois revenu à la vie civile, il témoigne de cette expérience au Japon.

## Biographie

### Jeunesse et début de carrière
Kazuo Tsunoda naît le 11 octobre 1918 dans une famille agricole pauvre du village de Toyoda (aujourd'hui intégré à la ville de Minamibōsō), dans la préfecture de Chiba. Il intègre en 1934 à 16 ans le programme de formation de la réserve aérienne (ou Yokaren), un programme de la Marine impériale japonaise destiné aux jeunes de 15 à 17 ans et devient pilote stagiaire au sein du Kōkūtai Yokosuka. En mars 1938, peu avant ses 20 ans, il termine la 5e session de ce programme destiné à la jeunesse et en sort avec le grade de Second Maître de 2e classe. Pendant les deux années qui suivent, Tsunoda passe successivement dans les Kōkūtais Saeki et Ohmura, puis sur le porte-avions Sōryū.

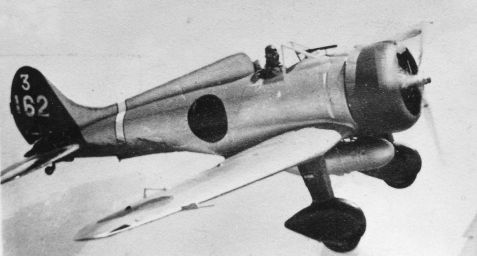
Kazuo Tsunoda aux commandes d'un Mitsubishi A5M en Chine, en 1940.

En février 1940, il est affecté au 12e Kōkūtai, qu'il rejoint à Hankou en Chine. Le 26 octobre, il fait partie d'un groupe de huit chasseurs Mitsubishi A6M qui participent à un raid sur Chengdu mené par le lieutenant Fusata Iida (ja). Il s'agit du premier combat aérien de Kazuo Tsunoda, qui abat un avion d'entraînement chinois. En novembre 1940, il est transféré au Kōkūtai Tsukuba, ce qui entraîne son retour au Japon.

### Seconde Guerre mondiale
Après une promotion au grade de Heisōchō (équivalent du Maître principal dans la Marine française) en avril 1942, Kazuo Tsunoda est transféré dans le 2e Kōkūtai au cours du mois de mai, lors de la formation de ce groupe aérien .
Tsunoda arrive à Rabaul avec le reste de son groupe en août pour mener des opérations dans la zone du sud-est asiatique.  Il reste dans ce secteur jusqu'en mai 1943 et effectue de nombreuses sorties au-dessus de Guadalcanal et de Buna, et participe à des interceptions au-dessus de Rabaul et de Buin (en). Le 14 novembre 1942 en particulier, Kazuo Tsunoda mène un groupe de huit A6M pour escorter un convoi de navires de transport de troupes se dirigeant vers la bataille de Guadalcanal, qui est attaqué par des bombardiers en piqué américains . Au cours du combat, Tsunoda abat un appareil américain mais est lui-même touché et doit amerrir près des îles Russell.  Il est secouru plus tard par le destroyer Amagiri. En mai 1943, il est renvoyé au Japon, pour servir comme instructeur au Kōkūtai Atsugi. 
En mars 1944, Kazuo Tsunoda est affecté au 302e Sento Hikotai (302e escadron de chasse), qui fait partie du 252e Kōkūtai. À partir du 30 juin, il est affecté pendant une semaine sur Iwo-Jima, qui est la cible d'attaques aériennes depuis des porte-avions américains, particulièrement les 3 et 4 juillet. Au cours de ces combats, Tsunoda abat un Grumman F6F Hellcat. Après un bref retour au Japon, il est renvoyé à Iwo-Jima le 14 juillet avec le reste de son escadron, pour intercepter des raids de bombardiers B-24 Liberator.

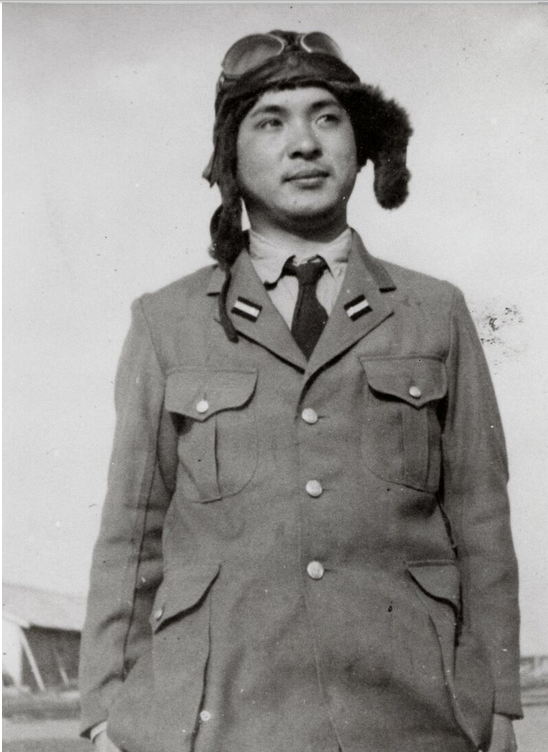
Kazuo Tsunoda sur la base aérienne de Misawa, en 1944.

En octobre, Kazuo Tsunoda participe depuis la base aérienne Clark, au Philippines, à la bataille aérienne de Formose (Taïwan), un engagement de grande ampleur entre les groupes aériens de porte-avions de l'US Navy Fast Carrier Task Force et les forces aériennes de la marine impériale et de l'armée impériale japonaise basées à terre. Après cet engagement, il accompagne des tokubetsu kōgeki-tai (特別攻撃隊, escouades d'offensive spéciales), la désignation officielle des unités kamikaze jusqu'en novembre, date à laquelle il est affecté lui-même à une unité de ce type, la Baika-tai (« unité fleur d'abricot »). Au début du mois de décembre 1944, Kazuo Tsunoda se rend avec trois autres pilotes de son unité à Cebu pour mener des attaques-suicides sur d'éventuels convois navals alliés. Aucune opportunité ne se présente à eux et les quatre pilotes rentrent à Clark Field à la fin du mois.
En février 1945, lors de la campagne des Philippines, Kazuo Tsunoda doit évacuer son aérodrome et marcher jusqu'à Tuguegarao (environ 300 km) pour être évacué et transporté jusqu'à Taïwan. Là, il est affecté au 317e Sento Hikotai du 205e Kōkūtai et intègre une nouvelle unité de kamikazes, la Taigi-tai (« unité noble cause »). Au cours de la bataille d'Okinawa, Kazuo Tsunoda effectue plusieurs sorties contre les porte-avions de la flotte britannique du Pacifique mais ne trouve aucune opportunité d'attaque. Il est donc encore en vie à Ilan lorsque les combats cessent à la mi-août 1945. Il termine donc la guerre en étant crédité de neuf victoires aériennes.

### Après-guerre
Après la guerre, Kazuo Tsunoda s'établit comme agriculteur dans la préfecture d'Ibaraki et s'implique dans diverses associations d'anciens combattants de la Seconde Guerre mondiale au cours des années 1960 et 1970. Il publie également un livre sur son expérience de kamikaze à la fin de la guerre et donne des interviews à ce sujet,. Il fournit également de nombreuses photos d'autres pilotes qu'il a côtoyé pour illustrer les travaux des historiens Ikuhiko Hata et Yasuho Izawa.
Kazuo Tsunoda meurt le 14 février 2013, à 94 ans,.

### Ouvrage publié par Kazuo Tsunoda
- (ja) Kazuo Tsunoda, Shura no tsubasa rei sen tokkōtaiin no shinjō [« Shura no Tsubasa - Les véritables sentiments des pilotes-suicides de Zeros »], 光人社,‎ 2002, 442 p. (ISBN 978-4769810414)